# Never Ending Story (film)
Never Ending Story (네버엔딩 스토리?, Nebeo-ending seutoriLR; lett. "Una storia senza fine") è un film del 2012 diretto da Jung Yong-joo.

## Trama
Oh Song-kyung ha ventotto anni, lavora in banca e vuole pianificare ogni singolo evento della propria vita; Kang Dong-joo insegna Taekwondo ed è il suo completo opposto. Quando a entrambi viene diagnosticato un male incurabile, i due decidono di tenersi in contatto. Nel frattempo si innamorano e scelgono di sposarsi, per vivere i giorni che gli rimangono insieme.

## Distribuzione
In Corea del Sud, la pellicola è stata distribuita a partire dal 18 gennaio 2012 da Hwa&Dam Pictures.